# محمدناصر ظهیرالدوله قاجار
محمدناصر ظهیرالدوله قاجار از رجال دوره قاجار بود. او در دوران محمدشاه ایشیک‌ آقاسی بود. در سال ۱۲۷۷ قمری لقب ظهیرالدوله گرفت. در سال ۱۲۸۸ قمری وزیر عدلیه و در سال ۱۲۹۲ قمری حاکم خراسان شد. او سرانجام در سال ۱۲۹۶ قمری درگذشت.